# Jan Jelinek
Jan Jelinek – niemiecki kompozytor muzyki elektronicznej i producent muzyczny. Znany również pod pseudonimami Farben, Gramm, The exposures oraz N. Gratin.
Jego muzyka przeważnie jest kategoryzowana jako minimal techno, glitch lub też microhouse. Charakteryzuje się głębokimi liniami basowymi oraz efektami clicks & cuts. Występują w niej również sample z utworów jazzowych oraz rockowych.

## Dyskografia
- 2001 – Loop-Finding-Jazz-Records
- 2002 – Improvisations & Edits, Tokyo (razem z Computer soup)
- 2003 – 1+3+1 (razem z Triosk)
- 2003 – La Nouvelle Pauvreté
- 2005 – Kosmischer Pitch
- 2006 – Tierbeobachtungen

### Jako Farben
- 1998 – Farben
- 1999 – Stuck
- 2000 – Silikon
- 2002 – Starbox
- 2002 – Textstar

### Jako Gramm
- 2000 – Personal rock